# Multioppia translamellaris
Multioppia translamellaris är en kvalsterart som beskrevs av J. och P. Balogh 1986. Multioppia translamellaris ingår i släktet Multioppia och familjen Oppiidae. Inga underarter finns listade i Catalogue of Life.